# 3981 Стодола
3981 Стодола (3981 Stodola) — астероїд головного поясу, відкритий 26 січня 1984 року.
Тіссеранів параметр щодо Юпітера — 3,179.
Названо на честь словацького та швейцарського інженера, вченого у галузі машинобудування Аурела Стодоли, (1859-1942).